# Salvatore Sciarrino
Salvatore Sciarrino (Palermo, 4 de abril de 1947) es un compositor italiano de música académica contemporánea. Su trabajo es vanguardista y es conocido por el uso de sonoridades aisladas, técnicas ampliadas, silencios frecuentes y por el uso de la cita irónica y la confrontación con música anterior.

## Biografía
Este músico ha tenido una formación casi exclusivamente autodidacta, formándose con el estudio de obras clásicas y modernas. Solo fue orientado por Antony Titone y Turi Belfiore, con quien realizó un curso en 1964. Empezó a componer en 1959. La primera audición de una de sus obras fue en 1962, en la «Semana de la Nueva Música» de Palermo. Sciarrino considera que las obras que compuso entre 1959 y 1965 pertenecen a su periodo de formación. Empezó a ser reconocido a finales de los años 1960 por obras como la Sonata per due pianoforti (1966) y la Berceuse per orchestra (1967-68).
En 1969 dejó su ciudad natal y se trasladó a Roma para seguir el curso de Franco Evangelisti sobre música electrónica en la «Academia di S. Cecilia». En 1977 se fue a vivir a Milán y, finalmente, en 1983, a Città di Castello (Umbría) donde actualmente reside. En 1978 fue nombrado Director Artístico del Teatro Comunale de Bolonia, puesto que desempeñó hasta 1980.
Sciarrino ha desempeñado también puestos en la enseñanza, siendo profesor del conservatorio desde 1974 e impartiendo clases en el «Conservatorio Giuseppe Verdi» de Milán (1977-82), en el Conservatorio "Cherubini" de Florencia y en el conservatorio de Perugia. En 1996 se retiró de su actividad oficial como docente. También ha desempeñado un importante papel como teórico y divulgador, siendo algunas de sus obras escritas «Le figure della musica da Beethoven a oggi» (Ricordi, 1998) y «Carte da suono scritti 1981-2001» (CIDIM - Novecientos, 2001).
Entre los premios recibidos por Sciarrino destacan el Premio de Composición Musical Príncipe Pierre de Mónaco (2003) de la «Fundación Príncipe Pierre de Mónaco» por la ópera Macbeth (mejor novedad de 2002), el «Premio Internazionale Feltrinelli» (2003) y el Premio Fundación BBVA Fronteras del Conocimiento 2011 en la categoría de Música Contemporánea.
El compositor contemporáneo Boris Porena ha dedicado a Salvatore Sciarrino una sonata para violín y piano (CBP VIIb:16 en el catálogo de Patrizia Conti), 20 de abril de 1990.

## Su música

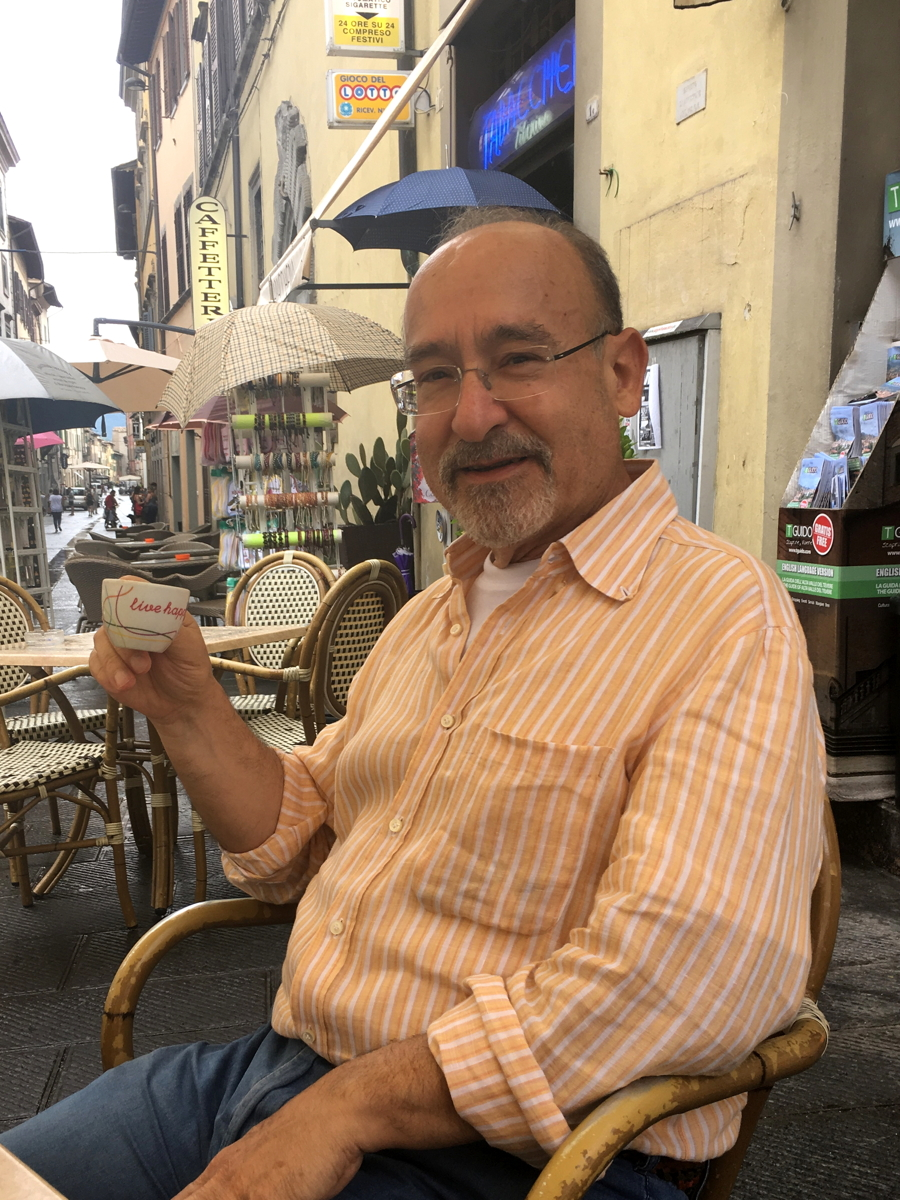
Salvatore Sciarrino, 2016

Dada su precocidad, su catálogo comprende un número muy importante de obras, en especial música de cámara, incluyendo muchas obras para instrumentos de viento y cinco sonatas para piano. Ha compuesto varias óperas y trabajos teatrales, como Amore e Psiche (1972-73), Aspern (1978), Lohengrin (1982-84), Perseo ed Andromeda (1990-91), Luci mie traditrici (1996-98) y Macbeth (2001-02).
En 2002 fue estrenado con éxito en la Cité de la musique de París su Lohengrin —que apenas tiene que ver con el de Wagner. En el año 2003, más de 150 saxofonistas participaron en París, en el Musée d'Orsay, en la interpretación de una de sus obras: La bocca il piede il suono (evento grabado para la cadena de televisión francesa France 3).
Estrenada en mayo de 2006 en Schwetzingen, su ópera Da gelo a gelo («De un invierno a otro») —suite de cien escenas cortas extraídas del diario de Izumi Shikibu, poetisa cortesana japonesa que vivió antes del siglo X— fue presentada en mayo-junio de 2007 en la Ópera de París (Palais Garnier), bajo la dirección musical de Tito Cecchereni, con una puesta en escena de la coreógrafa estadounidense Trisha Brown.
Su lenguaje es extremadamente repetitivo, con una utilización intensa (incluso al límite del virtuosismo) de técnicas instrumentales alternativas a las convencionales, en un contexto esencialmente matérico. Es de destacar el uso frecuente de citas de obras pertenecientes al pasado (desde autores clásicos como Ravel o Mendelssohn hasta canciones de Los Beatles o de otros autores de música ligera).
Sciarrino se interesa particularmente por la transcripción, y especialmente por el cuarteto de saxofones. Sciarrino prefiere la palabra elaboración más que la de transcripción, dado que reelabora el material original para actualizarlo.
Algunos cuartetos de saxofones como Xasax o Lost Clouds insertan a veces sus élaborations, concebidas a partir de obras de Bach, Carlo Gesualdo, Domenico Scarlatti o Mozart, en el programa de sus conciertos.
El músico italiano Stefano Scodanibbio considera a Salvatore Sciarrino como un creador «fundamental», una auténtica «referencia» para el periodo contemporáneo.

## Catálogo de obras
| Año       | Obra | Tipo de obra                    | Duración |
| --------- | --- | ------------------------------- | -------- |
| 1965      | Minifuga su tre righe [composta con alcune licenze] | -                               |          |
| 1966      | Sonata per due pianoforti. | Música solista (2 pianos)       | 12:00    |
| 1967/68   | Aka Aka to I, II, III, para soprano y 12 ejecutantes (Texto de Basho). | Música vocal (instrumentos)     | 05:00    |
| 1967/68   | Berceuse per orchestraa. | Música orquestal                | 00:15    |
| 1967/92   | [6] Quartetti brevi per archi [1. A tempo; 2. Veloce; 3. Misurato e senza tempo; 4. Non presto; 5. Presto, un pensiero a Lachenmann; 6. La malinconia (lentamente). | Música de cámara (cuarteto)     | 15:00    |
| 1967/99   | Un frusco lungo trent'anni, para cuatro percusionistas. | Música instrumental (percusión) | 10:00    |
| 1968/70   | ...da un Divertimento, para 10 instrumentos. | Música instrumental             | 17:00    |
| 1969      | Prélude pour le piano. | Música solista (piano)          | 02:00    |
| 1970      | Musiche per "I bei colloqui" de Aurelio Pes, para coro mixto. | Música coral                    | 15:00    |
| 1970      | Da a da da, para orquesta, fragmento. | Música orquestal                | 08:00    |
| 1970      | De o de do, para clavecín. | Música solista (clave)          | 11:00    |
| 1971      | De la nuit, para piano y/o clavecín. | Música solista (piano)          | 04:00    |
| 1971      | Grande sonata de camera, para orquesta. | Música orquestal                | 10:00    |
| 1971      | Arabesque, para 2 órganos de iglesia. | Música solista (órgano)         | 17:00    |
| 1971      | Esercizio, para piano. | Música solista (piano)          | 01:00    |
| 1972      | Rondo, para flauta concertante, cuerdas, 2 oboes, 2 cornos. | Música instrumental             | 09:00    |
| 1972/73   | Amore e Psiche, ópera en un acto (Libreto de Aurelio Pes). (Estreno: 1973/3/2, en el Piccola Scala, Milán) | Música escénica (ópera)         | 45:00    |
| 1973      | Romanza, para viola d'amore y orquesta. | Música orquestal (concertante)  | 15:00    |
| 1974      | Sonata da camera, para instrumentos. | Música instrumental             | 10:00    |
| 1974      | [2] Studi, para violonchelo solo. | Música solista (violonchelo)    | 10:00    |
| 1974      | Variazioni, para violonchelo y orquesta. | Música orquestal (concertante)  | 17:00    |
| 1974      | Concierto para viola d'amore y orquesta. | Música orquestal (concierto)    |          |
| 1974-79   | Un'immagine di Arpocrate (Su frammenti di Goethe e Wittgenstein), para piano y orquesta con coro. | Música coral (orquesta)         | 43:00    |
| 1975      | [3] Notturni brillanti, para viola sola. | Música solista (viola)          | 09:00    |
| 1975      | Danse, para 2 violines y viola. | Música instrumental (dúo)       | 05:00    |
| 1975      | Toccata, para clavicémbalo. | Música solista (clavicémbalo)   | 04:00    |
| 1975      | Sonatina, para violín y piano. | Música instrumental (dúo)       | 08:00    |
| 1975      | Trio, para piano, violín y violonchelo. | Música instrumental (dúo)       | 09:00    |
| 1975      | Per Mattia, para violín. | Música solista (violín)         | 02:00    |
| 1975      | Siciliano, para flauta y clavicémbalo. | Música instrumental (dúo)       | 04:00    |
| 1976      | [6] Capricci, para violín. | Música solista (violín)         | 18:00    |
| 1976      | Quintettino n. 1, para clarinete y cuarteto de cuerda. | Música instrumental             | 04:00    |
| 1976      | Clair de lune op. 25 para piano y orquesta. | Música orquestal (concertante)  | 05:00    |
| 1976      | Introduzione e Aria "Ancora il duplice" (Texto de Aurelio Pes), para mezzosoprano y orquesta. | Música vocal (orquesta)         | 15:00    |
| 1976      | Di Zefiro e Pan, poemetto para 10 instrumentos a fiato. | Música instrumental             | 05:00    |
| 1976      | Etude de concert, para piano. | Música solista (piano)          | 02:00    |
| 1976      | Sonata para piano nº 1. | Música solista (piano)          | 10:00    |
| 1976/94   | [5] Sonate para piano y/o clavicémbalo. | Música solista (piano)          |          |
| 1977      | Adaptación de 12 Canzoni da battello, para soprano e instrumentos su melodie veneziane del '700. | Música vocal (instrumentos)     | 45:00    |
| 1977      | Il paese senza tramonto, para orquesta y soprano. | Música vocal (orquesta)         | 09:00    |
| 1977      | Quintetto n. 2, para flauta, oboe, clarinete, fagot y corno. | Música instrumental             | 04:00    |
| 1977      | [12] Canzoni da battello, para soprano e instrumentos, su melodie veneziane del '700. | Música vocal (instrumentos)     | 45:00    |
| 1977      | Attraverso i cancelli, para instrumentos. | Música instrumental             | 05:00    |
| 1977      | Il paese senz'alba, para orquesta. | Música orquestal                | 09:00    |
| 1977      | All'aure in una lontananza, flauta solo. | Música solista (flauta)         | 10:00    |
| 1978      | Kindertotenlied (Texto de Friedrich Rckert), para soprano, tenor en eco y pequeña orquesta. | Música vocal (orquesta)         | 04:00    |
| 1978      | [2] Melodie (1. Occhi Stillanti. 2. Occhi Stellanti. Texto de G.B. Marino.) para soprano y piano. | Música vocal (piano)            | 04:00    |
| 1978      | Música para la obra escénica All'uscita (Luigi Pirandello), para voces y orquesta. Versión radiofónica y fílmica (1985). | Música escénica (teatro)        | 15:00    |
| 1978      | Aspern, singspiel en 2 actos (Original italiano de Giorgio Marini y Salvatore Sciarrino, da Henry James). (Estreno: 1978/07/03, en el Teatro della Pergola (Maggio Musicale), Florencia).                                                                               | Música escénica (ópera)         | 100:00   |
| 1979      | Ai limiti della notte, para viola (también violonchelo). | Música solista (viola)          | 05:00    |
| 1979      | Aspern Suite, para soprano y conjunto instrumental. | Música vocal (orquesta)         | 45:00    |
| 1979      | Che sai guardiano, della notte?, para clarinete concertante y pequeña orquesta. | Música orquestal (concertante)  | 12:00    |
| 1979/80   | Cinque scene da Cailles en sarcophage, para voces e instrumentos [1. La notte - 2. Marlene - 3. Greta - 4. A tavola - 5. Camille]. | Música orquestal                | 50:00    |
| 1979/82   | [2] Nuove melodie, para barítono y piano (1.Tell me. 2. Lo sguardo velato. Su frammenti di Bob Dylan e Pier Paolo Pasolini). | Música vocal (piano)            | 04:00    |
| 1980      | Le donne di Trachis. Sei pezzi per coro femminile con soliste (Texto de Sófocles). | Música coral (capella)          | 18:00    |
| 1980      | Fauno che fischia a un merlo, para flauta y arpa. | Música instrumental (dúo)       | 05:00    |
| 1980      | Cailles en sarcophage. Atti per un museo delle ossessioni (Originale italiano di Giorgio Marini). (Estreno: 1979/9/26, en el Teatro Malibran (Biennale Musica), Venecia).                                                                                               | Música escénica (ópera)         | 90:00    |
| 1980      | Anamorfosi, para piano. | Música solista (piano)          | 04:00    |
| 1980      | Música para la obra escénica Trachinie (Sófocles), para coro femenino y cinta magnética. | Música escénica (teatro)        | 69:00    |
| 1980      | D'un faune, para flauta in sol y piano. | Música instrumental (dúo)       | 09:00    |
| 1980      | L'addio a Trachis, para arpa. | Música solista (arpa)           | 05:00    |
| 1980      | Adaptación de Blu Dream. L'età d'oro della canzone. Selección, paráfrasis y anamorfosis de S. Sciarrino, con música de Mercer, De Rose, Porter, Sciarrino, Gray y Brown.                                                                                                | -                               | 50:00    |
| 1981      | Música para la obra escénica Lectura Dantis (Carmelo Bene), para instrumentos antiguos en cinta magnética. | Música escénica (teatro)        |          |
| 1981      | La voce dell'inferno sobre un texto de Dante Alighieri para cinta magnética. | Música escénica (radio)         | 27:00    |
| 1981      | Efebo con radio (Texto de Salvatore Sciarrino), para voces y orquesta. | Música vocal (orquesta)         | 15:00    |
| 1981      | Canto degli specchi, para voces y piano (Texto de Louis Aragon). | Música vocal (orquesta)         | 05:00    |
| 1981      | Introduzione all'oscuro, para 12 instrumentos. | Música instrumental             | 16:00    |
| 1981      | Vanitas (Fragmentos de autores anónimos, G.L. Sempronio, G.B.Marino, R. Blair, J.D. Sponde, M. Opitz, J.C. Gnter, H.G.C. von Grimmelshausen, reelaborados por Sciarrino). Naturaleza muerta en un acto. Para voces, violonchelo y piano. (Estreno: 1981/12/11, en el Piccola Scala, Milán). | Música escénica (ópera)         | 50:00    |
| 1981      | La malinconia, para violín y viola. | Música instrumental (dúo)       | 03:00    |
| 1981      | Flos florum, overo. Le trasformazioni della materia sonora, para coro y orquesta. (Fragmentos del Libro de los Muertos, la Biblia, Laozi, Anaxímenes y Giambattista Marino, reelaborados por Sciarrino).                                                                | Música coral (orquesta)         | 09:00    |
| 1982      | Cadencias para los Concierto para piano K. 467, K. 482, K. 491, K. 503, K. 537 de W.A. Mozart. | Música orquestal (concertante)  |          |
| 1982      | Let Me Die Before I Wake, para clarinete in sib. | Música solista (clarinete)      | 08:00    |
| 1982      | Autoritratto nella notte, para orquesta. | Música orquestal                | 15:00    |
| 1982      | Nox apud Orpheum, para dos órganos e instrumentos. | Música instrumental             | 10:00    |
| 1982/84   | Lohengrin. Azione invisibile (Libretto di S. Sciarrino basado en una obra de Jules Laforgue), para solista, instrumentos y voces. (Estreno: 1983/01/15, en el Piccola Scala (Música nel nostro tempo), Milán)                                                           | Música escénica (ópera)         | 45:00    |
| 1982/91   | Cadenziario, para orquesta y solistas. | Música orquestal (concertante)  | 25:00    |
| 1983      | Sonata para piano nº 2. | Música solista (piano)          | 09:00    |
| 1983      | Codex purpureus, para trío de cuerda. | Música de cámara                | 09:00    |
| 1984      | Rose, Liz (basado en Guillaume de Machaut), para voces y 5 instrumentos. | Música vocal (instrumentos)     | 03:00    |
| 1984      | Centauro marino, para clarinete, violín, viola, violonchelo y piano. | Música instrumental             | 10:00    |
| 1984      | Hermes, para flauta. | Música solista (flauta)         | 10:00    |
| 1984      | Codex Purpureus II, para 2 violines, viola, violonchelo y piano. | Música instrumental             | 10:00    |
| 1984      | Raffigurar Narciso al fronte, para 2 flautas, 2 clarinetes y piano. | Música instrumental             | 09:00    |
| 1984/89   | [6] Quintetti (Integrado por Codex purpureus II. Raffigurar Narciso al fonte. Centauro marino. Lo spazio inverso. Le ragioni delle conchiglie. Il silenzio degli oracoli).                                                                                              | Música de cámara                |          |
| 1985      | Lo spazio inverso, para ensemble. | Música instrumental             | 07:00    |
| 1985      | La perfezione di uno spirito sottile (Appendice alla Perfezione per 14 campanelle), para flauta, voces y percusiones aéreas. | Música vocal (instrumentos)     | 40:00    |
| 1985      | Come vengono prodotti gli incantesimi?, para flauta solista. | Música solista (flauta)         | 07:00    |
| 1985      | Canzona di ringraziamento, para flauta. | Música solista (flauta)         | 07:00    |
| 1985      | Il tempo con l'obelisco, para 6 instrumentos. | Música instrumental             | 06:00    |
| 1985      | Allegoria della notte, para violín y orquesta. | Música orquestal (concertante)  | 16:40    |
| 1985/87   | [9] Canzoni del XX secolo, elaborazioni para orquesta. | Música orquestal                | 25:00    |
| 1986      | Frammento e Adagio, para flauta y orquesta. | Música orquestal (concertante)  | 18:30    |
| 1986      | Esplorazione del bianco I, para contrabajo. | Música solista (contrabajo)     | 07:00    |
| 1986      | Melencolia I, para violonchelo y piano. | Música instrumental (dúo)       | 06:00    |
| 1986      | Appendice alla perfezione, para 14 campanillas. | Música solista (percusión)      | 01:00    |
| 1986      | Le ragioni delle conchiglie, para quinteto. | Música de cámara                | 25:00    |
| 1986      | Esplorazione del bianco III, para batería de jazz. | Música solista (percusión)      | 01:00    |
| 1986      | Esplorazione del bianco II, para flauta, clarinete bajo, guitarra y violín. | Música instrumental             | 05:00    |
| 1986/87   | Il motivo degli oggetti di vetro, para 2 flautas y piano. | Música instrumental             | 12:00    |
| 1987      | Sonata para piano nº 3. | Música solista (piano)          | 12:00    |
| 1987      | Trio nº 2, para violín, violonchelo y piano. | Música instrumental             | 12:00    |
| 1987      | Sui poemi concentrici I, II, III, para solistas y orquesta. | Música orquestal (concertante)  | 100:00   |
| 1987      | Música para la obra escénica La Divina Commedia (Dante Alighieri), 100 episodios de unos 10' cada uno (total 15 horas). Mixaggio originale di Sui poemi concentrici I, II, III.                                                                                         | Música escénica (teatro)        | 900:00   |
| 1987      | L'addio a Trachis II (Traduzione per chitarra di Maurizio Pisati). | Música solista (guitarra)       | 05:00    |
| 1987      | Tutti i miraggi delle acque, para coro mixto. | Música coral                    | 09:00    |
| 1988      | Brazil, Elaboración para 9 instrumentos da A. Barroso. | Música instrumental             | 02:00    |
| 1988      | Poemi concentrici, para violín, viola, flauta, coro y orquesta. | Música instrumental             |          |
| 1988      | Morte di Borromini, para orquesta con lector. | Música orquestal                | 19:00    |
| 1988      | Adaptación de Brazil (Epigraphe feniciénne du) (Ary Barroso), para 9 instrumentos. | Música instrumental             | 02:00    |
| 1989      | Cadencias para el Concierto para violín de Wolfgang Amadeus Mozart 271a. | Música orquestal (concertante)  |          |
| 1989      | Fra i testi dedicati alle nubi, para flauta. | Música solista (flauta)         | 10:00    |
| 1989      | Cadencias para los Concierto para flauta K. 313, K. 314, K. 315 y para oboe K. 314 (285D) de W.A. Mozart. | Música orquestal (concertante)  |          |
| 1989      | L'orizzonte luminoso di Aton, para flauta. | Música solista (flauta)         | 10:00    |
| 1989      | Lettura da lontano, para contrabajo y orquesta. | Música orquestal (concertante)  | 06:00    |
| 1989      | Venere che le Grazie la fioriscono, para flauta. | Música solista (flauta)         | 09:00    |
| 1989      | Il silenzio degli oracoli, para quinteto de vientos. | Música instrumental             | 08:00    |
| 1989      | Adaptación de Rossini: Giovanna d'Arco. Cantata para voz sola. Elaboración para orquesta, con l'originale para piano en la revisión de Salvatore Sciarrino. | Música orquestal                | 17:00    |
| 1990      | Canzone di benvenuto, para voz y dos violonchelos (Texto de Salvatore Sciarrino). | Música vocal (instrumentos)     | 03:00    |
| 1990      | Variazioni su uno spacio ricurvo, para piano. | Música solista (piano)          | 04:00    |
| 1990      | [2] Arie marine (Texto de S. Sciarrino según J. Laforgue), para mezzosoprano y sonidos de sintezador en tiempo real. | Música vocal (instrumentos)     | 20:00    |
| 1990/91   | Perseo e Andromeda, opera in un acto (Libreto de S. Sciarrino), para 4 voces y sonidos de sintezador. (Estreno: 1991/01/27, en el Staatstheater de Stoccarda) | Música escénica (ópera)         | 70:00    |
| 1991      | Cadencias para el Concierto para piano de Wolfgang Amadeus Mozart K. 466. | Música orquestal (concertante)  |          |
| 1991      | Morte a Venezia, studi sullo spessore lineare. Ballet en 2 actos sobre música de Johann Sebastian Bach. | Música escénica (ballet)        | 70:00    |
| 1991      | Adaptación de Nove canzoni del XX secolo ((Mercer, Parish, Irving, Ellington, Porter, Carmichael, Gershwin, Clarke, Freed, Brown), para voz y orquesta elaborada por Salvatore Sciarrino.                                                                               | Música orquestal                |          |
| 1991      | Perduto in una cittá d'acque, para piano. | Música solista (piano)          | 09:00    |
| 1992      | Sonata para piano nº 4. | Música solista (piano)          | 11:00    |
| 1992/97   | I fuochi oltre la ragione, para orquesta. | Música orquestal                | 16:00    |
| 1993      | Adaptación para flauta solista de Toccata e fuga in re min. BWV 565 di J.S. Bach. | Música solista (flauta)         | 12:00    |
| 1993      | Adaptación de Mozart: Allegro KV 15v, para oboe, violín, viola y violonchelo. | Música instrumental             | 04:00    |
| 1993      | Addio case del vento, para flauta solista. | Música solista (flauta)         | 03:00    |
| 1993      | Musiche per il Paradiso di Dante. Drammaturgia di Giovanni Giudici [1. Alfabeto oscuro; 2. L'invenzione della trasparenza; 3. Postille]. | Música orquestal                | 75:00    |
| 1993      | Alfabeto oscuro, para pequeña orquesta (Composta per il Paradiso di Dante insieme a L'invenzione della trasparenza e Postille). | Música orquestal                | 07:00    |
| 1993      | L'invenzione della trasparenza, para orquesta con solistas (Composta per il Paradiso di Dante insieme ad Alfabeto oscuro e a Postille). | Música orquestal (concertante)  | 60:00    |
| 1993      | Postille, para solistas y orquesta. | Música orquestal (concertante)  | 07:00    |
| 1993      | Adaptación de Mozart a 9 Anni. Elaborazioni per orquesta de época (Dal 'Quaderno Londinese Di Schizzi') (Mozart-Sciarrino). | Música orquestal                | 32:00    |
| 1994      | Adaptación de Medioevo presente. Elaborazioni para instrumentos y voz. [1. Anónimo: Mottetto Maria Assumptio - Huius chori; 2. Jehannot de l'Escurel: A vous douce dèbonnaire; 3. Anónimo: Mottetto O Maria, virgo Davidica - O Maria maris stella - Veritatem].        | Música vocal (instrumentos)     | 06:00    |
| 1994      | Adaptación de Mozart: Adagio KV 356, para instrumentos. | Música instrumental             | 03:00    |
| 1994      | Noms des Airs, para electrónica en vivo. | Música electroacústica          | 35:40    |
| 1994      | L'alibi della parola, a 4 voces [1. Pulsar. 2. Quasar 3. Futuro remoto 4. Vasi parlanti. (Texto de Augusto de Campos e de Petrarca)]. | Música vocal (capella)          | 15:00    |
| 1994/95   | V Sonata con 5 finali diversi, para piano. | Música solista (piano)          | 12:00    |
| 1995      | Medioevo presente, elaborazioni para instrumentos y voz. | Música vocal (instrumentos)     | 06:00    |
| 1995      | Omaggio a Burri, para violín, flauta y clarinete bajo. | Música instrumental             | 11:00    |
| 1995      | Soffio e forma, para orquesta. | Música orquestal                | 23:00    |
| 1995      | L'immaginazione a se stessa, para coro y orquesta (textos de Eugenio Montale). | Música coral (orquesta)         | 12:00    |
| 1995      | Nuvolario (Textos de Ibn Hamdis ricomposti da Sciarrino), para voce, flauta, tromba, percusión, 2 violas sobre textos de I. Hamdis, recompuesto por S. Sciarrino. | Música vocal (instrumentos)     | 15:00    |
| 1996-2000 | Immagine Fenicia, para flauta amplificada. | Música solista (flauta)         | 06:00    |
| 1996-98   | Luci mie traditrici (ópera de cámara en dos actos) (Libreto de S. Sciarrino da Il tradimento per l'onore di G.A. Cicognini (1664), con una elegía de C. Le Jeune (1608), sobre un texto de Ronsard). (Estreno: 1998/05/19 en el Rokokotheater, Schwetzinger Festspiele) | Música escénica (ópera)         | 75:00    |
| 1997      | Polveri laterali, para piano. | Música solista (piano)          | 03:00    |
| 1997      | Il cerchio tagliato dei suoni, para 4 flautas solistas y 100 flautas migranti. | Música instrumental             | 70:00    |
| 1997      | [2] Risvegli e il vento, para voz e instrumentos. | Música vocal (instrumentos)     | 05:00    |
| 1997      | La bocca, i piedi, il suono, para cuatro saxofones contralto y 100 saxofones. | Música instrumental             | 40:00    |
| 1997      | Quattro intermezzi. Suite per ensemble da Luci mie traditrici. | Música orquestal                | 15:00    |
| 1997      | Muro d'orizzonte, para flauta in Sol, corno inglese y clarinete bajo en Sib. | Música solista (flauta)         | 10:00    |
| 1998      | Adaptación de Pagine (Gesualdo, J.S. Bach, D. Scarlatti, W.A. Mozart, Porter, Gershwin). Elaborazioni da concerto para cuarteto de saxofones. | Música orquestal                |          |
| 1998      | Adaptación de Scarlatti: Canzoniere [Sonate L. 238, 230, 222, 428, 439, 445, 448 di D. Scarlatti]. Elaborazioni da concerto para cuarteto de saxofones. | Música instrumental             |          |
| 1998      | Le voci sottovento. Elaborazioni da Carlo Gesualdo para voz e instrumentos. | Música vocal (instrumentos)     | 15:00    |
| 1998      | Infinito nero. Estasi di un atto. (Frammenti di Maria Maddalena de' Pazzi ricomposti da S. Sciarrino), para voz y ocho instrumentos. (Estreno: 1998/04/25, en el Theatersaal, Witten (Wittener Tage für Neue Kammermusik).                                              | Música escénica (ópera)         | 30:00    |
| 1998      | Waiting for the wind (Tre frammenti di Helen Lucke), for voice and Javanese gamelan to texts by Helen Lucke. | Música vocal (instrumentos)     | 10:00    |
| 1998      | Vagabonde blu, para fisarmonica. | Música solista (violín)         | 09:00    |
| 1998      | Notturno n. 4, para piano. | Música solista (piano)          | 05:00    |
| 1998      | Notturno n. 3, para piano. | Música solista (piano)          | 07:00    |
| 1998      | [2] Notturni, para piano. | Música solista (piano)          | 12:00    |
| 1999      | Cantare con silenzio (Texto de S. Sciarrino e frammenti di M. Serres, E. Gunzig, I. Stengers rielaborati da Sciarrino), para 6 voces, flauta, risonanze, percussori. | Música vocal (instrumentos)     | 45:00    |
| 1999      | Morte Tamburo, para flauta discendente al Si e acústica asciutta da L'opera per flauto 2. | Música solista (flauta)         | 05:00    |
| 1999      | [3] Canti senza pietre a sette voci (Textos de S. Sciarrino, Michel Serres, Edgar Gunzig, Isabelle Stengers, rielaborati da Salvatore Sciarrino). | Música vocal (capella)          |          |
| 1999      | Cantare con silenzio, para seis voces, flauta, electrónica en vivo y percusión. | Música electroacústica          |          |
| 1999      | Quartetto nº 7, para cuarteto de cuerda. | Música de cámara (cuarteto)     | 10:00    |
| 1999      | Adaptación de Scarlatti: Esercizi di tre stili, para cuarteto de cuerda. | Música de cámara (cuarteto)     | 25:00    |
| 1999      | Recitativo oscuro, para piano y orquesta. | Música orquestal (concertante)  | 21:00    |
| 1999      | Terribile e spaventosa storia del Principe di Venosa e della bella Maria, musica per l'Opera dei Pupi (Textos cantatas de autor anónimo y Salvatore Sciarrino.). (Estreno: 1999/7/24, en Chiesa di S.Agostino, Siena).                                                  | Música escénica (ópera)         | 75:00    |
| 1999      | Sophisticated Lady de Duke Ellington: adaptación para big band de Salvatore Sciarrino. | Música orquestal                |          |
| 1999      | L'orologio di Bergson, para flauta discendente al Si. | Música solista (flauta)         | 09:00    |
| 1999/2000 | Il clima dopo Harry Partch, para piano y orquesta. | Música orquestal (concertante)  |          |
| 2000      | Il giornale della necropoli, para fisarmónica y orquesta. | Música orquestal (concertante)  | 22:00    |
| 2000      | Studi per I'intonazione del mare, para voz, 4 flautas, 4 saxos, percusión, orquesta de 100 flautas y orquesta de 100 saxofones (encargo celebración Reconstrucción de la Basílica superior de Asís (destruida terremoto de 1997) y Jubileo de 2000).                    | Música vocal (orquesta)         | 35:00    |
| 2000      | Lettera degli antipodi portata dal vento, para flauta aperto in Do. | Música solista (flauta)         | 05:00    |
| 2001      | Adaptación de Scarlatti: 2 Arie notturne dal campo, para voz con acompañamiento de cuarteto de cuerda | Música vocal (instrumentos)     |          |
| 2001      | Dedicata a Luigi Nono. Responsorio de tinieblas a seis voces. | Música vocal (capella)          | 08:00    |
| 2001      | In nomine nominis, alcune autosomiglianze, para ocho ejecutantes. | Música instrumental             |          |
| 2001      | [2] Notturni crudeli, para piano. | Música solista (piano)          | 08:00    |
| 2001-02   | Macbeth. Tres actos sin nombre. (Libreto de S. Sciarrino (según Shakespeare)). (Estreno: 2002/7/6, en el Rokokotheater, en el Schwetzinger Festspiele). | Música escénica (ópera)         | 120:00   |
| 2002      | Altre schegge di canto, para clarinete y orquesta. | Música orquestal (concertante)  | 10:00    |
| 2002      | Cavatina e i gridi, para sexteto de cuerda. | Música de cámara                | 06:00    |
| 2003      | Quaderno di strada 12 canti e un proverbio, para barítono y conjunto instrumental de cámara. | Música electroacústica          |          |
| 2004      | La bocca il piede il suono | -                               |          |
| 2006      | Da gelo a gelo («De un invierno a otro». | Música escénica (ópera)         |          |
| -         | Pagine & Canzoniere da Scarlatti (Arreglo para cuarteto de saxofones de piezas de Mozart, Scarlatti, Ars nova y Cole Porter). | Música instrumental             | -        |

## Discografía
- 2003 – Pagine & Canzoniere da Scarlatti, para cuarteto de saxofones, cuarteto Xasax (Zig-Zag Territoires)